# Chris Chiozza
Christopher Xavier "Chris" Chiozza (Memphis, Tennessee; 21 de noviembre de 1995) es un baloncestista estadounidense que pertenece a la plantilla del Manisa Basket de la Basketbol Süper Ligi. Con 1,80 metros de estatura, juega en la posición de base.

## Trayectoria deportiva

### Universidad

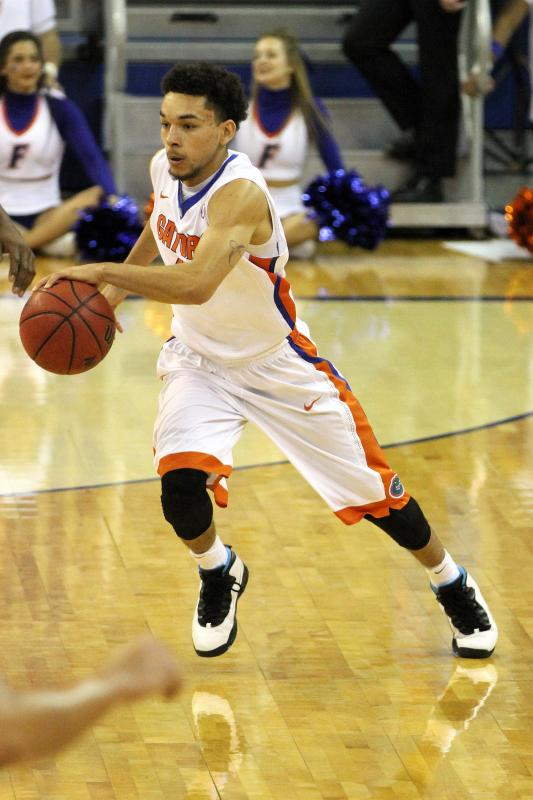
Chiozza con Florida en 2014.

Jugó cuatro temporadas con los Gators de la Universidad de Florida, en las que promedió 7,4 puntos, 3,2 rebotes, 4,1 asistencias y 1,4 robos de balón por partido. En su última temporada fue incluido por los entrenadores en el mejor quinteto de la Southeastern Conference, y también en el mejor quinteto defensivo.

### Profesional
Tras no ser elegido en el Draft de la NBA de 2018, disputó las Ligas de Verano de la NBA con los Washington Wizards, jugando cinco partidos en los que promedió 4,8 puntos y 7,4 rebotes. Llegó a disputar la pretemporada con los Wizards, pero fue despedido el 14 de octubre. A pesar de ello, fue asignado a su filial en la G League, los Capital City Go-Go, donde es titular indiscutible.
Debutó en la NBA con los Houston Rockets el 24 de marzo de 2019, disputando cinco minutos ante New Orleans Pelicans. El 30 de julio fue cortado por los Rockets.
El 26 de septiembre de 2019, firma con Washington Wizards para la pretemporada. Firmaron un contrato dual el 21 de octubre, pudiendo disputar encuentros con el filial de la G League, los Capital City Go-Go. Pero el 17 de diciembre es cortado por los Wizards, siendo adquirido por Capital City Go-Go cuatro días después.
El 4 de enero de 2020, firma un contrato dual con Brooklyn Nets hasta final de temporada. El 1 de diciembre renueva con los Nets, es cortado antes del inicio de la temporada, pero el 22 de diciembre de 2020 vuelve a firmar con los Nets.
Tras un año en Brooklyn, el 10 de agosto de 2021, firma como agente libre con Golden State Warriors por una temporada.
El 16 de junio de 2022 se proclama campeón de la NBA por primera vez en su carrera, tras vencer a los Celtics en la Final (4-2), no disputando ningún encuentro de playoffs.
El 16 de septiembre de 2022, firma con Brooklyn Nets, pero es cortado antes del inicio de la temporada, y siendo asignado el 4 de noviembre a los Long Island Nets. En el conjunto de Long Island Nets disputa un total de 48 partidos en la G-League, donde suma 12,5 puntos, 5,2 rebotes, 8,8 asistencias y 17,5 de valoración.
El 5 de abril de 2023, fichó por el UCAM Murcia CB de la Liga Endesa española hasta final de temporada. Disputó 8 encuentros y promedió 9,9 puntos y 5,4 asistencias.
El 1 de noviembre de 2023 firma por el Saski Baskonia también de la Liga Endesa.
El 28 de octubre de 2024 firmq por el Manisa Basket de la Basketbol Süper Ligi de Turquía.

## Estadísticas de su carrera en la NBA

### Temporada regular
| Año     | Equipo       | PJ | PT | MPP  | %TC  | %3P  | %TL   | RPP | APP | ROB | TPP | PPP |
| ------- | ------------ | -- | -- | ---- | ---- | ---- | ----- | --- | --- | --- | --- | --- |
| 2018-19 | Houston      | 7  | 0  | 4.7  | .250 | .400 | —     | .6  | .6  | .1  | .1  | .9  |
| 2019-20 | Washington   | 10 | 0  | 12.3 | .294 | .443 | —     | 1.5 | 2.8 | .1  | .2  | 2.7 |
| 2019-20 | Brooklyn     | 18 | 2  | 15.4 | .425 | .357 | 1.000 | 2.1 | 3.1 | .6  | .1  | 6.4 |
| 2020-21 | Brooklyn     | 22 | 1  | 10.5 | .352 | .310 | .765  | 1.1 | 3.0 | .3  | .3  | 4.0 |
| 2021-22 | Golden State | 34 | 1  | 10.9 | .296 | .321 | .667  | 1.1 | 1.9 | .4  | .0  | 2.0 |
| Total   | Total        | 91 | 4  | 11.4 | .353 | .343 | .800  | 1.3 | 2.4 | .5  | .1  | 3.3 |

### Playoffs
| Año   | Equipo   | PJ | PT | MPP  | %TC  | %3P  | %TL  | RPP | APP | ROB | TPP | PPP |
| ----- | -------- | -- | -- | ---- | ---- | ---- | ---- | --- | --- | --- | --- | --- |
| 2020  | Brooklyn | 4  | 0  | 16.3 | .333 | .313 | .500 | 1.5 | 1.5 | 1.3 | .0  | 5.8 |
| 2020  | Brooklyn | 6  | 0  | 3.2  | .286 | .333 | .000 | .2  | .2  | .2  | .0  | .8  |
| Total | Total    | 10 | 0  | 8.4  | .323 | .16  | .500 | .7  | 1.8 | .6  | .0  | 2.8 |